# Kannayakanahalli, Harapanahalli
Kannayakanahalli là một làng thuộc tehsil Harapanahalli, huyện Davanagere, bang Karnataka, Ấn Độ.